# Roberto Viaux
Roberto Urbano Viaux Marambio, född 25 maj 1917 i Talca, död 5 september 2005 i Santiago, var en chilensk militär, armégeneral. Han låg bakom två misslyckade kuppförsök, att avsätta president Eduardo Frei Montalva 1969 och att hindra den nyvalde Salvador Allende att tillträda som president 1970.
Roberto Viaux var inblandad i det kidnappningsförsök mot René Schneider den 22 oktober 1970 som misslyckades och resulterade i att Schneider sköts och avled av sina skador tre dagar senare, 25 oktober 1970. Roberto Viaux fälldes i domstol för inblandning i kidnappningsförsöket och fängslades fram till augusti 1973, då han utvisades till Paraguay.